# Ingrid Lempereur
Ingrid Lempereur (ur. 26 czerwca 1969 w Messancy) – belgijska pływaczka. Brązowa medalistka olimpijska z Los Angeles.
Specjalizowała się w stylu klasycznym. Zawody w 1984 były jej pierwszymi igrzyskami olimpijskimi. Medal, pod nieobecność sportowców z części krajów tzw. Bloku Wschodniego, zdobyła na dystansie 200 metrów żabką. W 1987 zdobyła srebro mistrzostw Europy na tym samym dystansie. W tym też roku zdobyła dwa medale uniwersjady, złoto na dystansie 200 metrów żabką i srebro na 100 metrów żabką. Brała udział w igrzyskach w 1988 w Seulu. 